# Малдиви на Светском првенству у атлетици на отвореном 2013.
Малдиви су учествовали на Светском првенству у атлетици на отвореном 2013. одржаном у Москви од 10. до 18. августа тринаести пут. Репрезентацију Малдива представљала је једна атлетичарка која се такмичила у трци на 200 метара.
На овом првенству Малдиви нису освојили ниједну медаљу, а постигнут је један најбољи лични резултат у сезони.

## Резултати

### Жене
| Атлетичарка | Дисциплина | Лични рекорд | Квалификације | Квалификације | Полуфинале            | Полуфинале            | Финале                | Финале       | Детаљи |
| Атлетичарка | Дисциплина | Лични рекорд | Резултат      | Место         | Резултат              | Место                 | Резултат              | Место        | Детаљи |
| ----------- | ---------- | ------------ | ------------- | ------------- | --------------------- | --------------------- | --------------------- | ------------ | ------ |
| Афа Исмаил  | 200 м      | 26,09 НР     | 26,16 ЛРС     | 6. у гр. 6    | Није се квалификовала | Није се квалификовала | Није се квалификовала | 46 / 46 (50) |        |